# Јован Дука (мега дукс)
Јован Дука (грчки: Ἰωάννης Δούκας; око 1064. - између 1117. и 1136) је био један од најзначајнијих војсковођа Алексија I Комнина (1081-1118). Као гувернер Драча успео је да поврати византијску власт у Далмацији и Албанији у рату са Србима. Као мега дукс, ратовао је против емира Смирне, Чака Беја. Угушио је побуну на Криту. У Првом крсташком рату био је главни заповедник византијских снага које су, након проласка крсташа, обнављале византијску власт у Малој Азији. Последње године живота провео је као монах Антоније.

## Младост
Рођен је око 1064. године као други син доместика схоле Андроника Дуке, сина цезара Јована Дуке, и његове супруге, Марије Бугарске, унуке бугарског цара Јована Владислава (1015-1018). Јован је био зет византијског цара Алексија I Комнина (1081-1118), односно брат царице Ирине Дукине. Године 1074. за време побуне норманског плаћеника Русела де Балиола, Јован је, заједно са својим старијим братом Михаилом, био на поседима свога деде у Битинији. Русел је захтевао од Јована да да два таоца у замену за његовог рањеног оца који је био заробљеник побуњеника. Старији Јован Дука се сложио те је своја два унука дао као таоце. Михаило је успео да побегне, али је Јован остао у заробљеништву до Руселовог пораза и заробљавања од стране Турака касније исте године. Након смрти свога оца (1077), Јован је остао на имањима свога деде. Узео је учешћа у побуни Алексија Комнина против Нићифора III Вотанијата (1078-1081). Придружио се Алексијевим снагама.

## Дука Драча
Након Алексијевог освајања важне јадранске луке, Драча, кога су до 1085. године држали Нормани, Јован Дука је постављен за дукса теме Драч. Јован је тамо остао до 1092. године када га је заменио Јован Комнин, син Алексијевог старијег брата Исака Комнина. Мандат Јована Дуке био је веома успешан. Ана Комнина описује ратовање Дуке са Србима из Дукље и Рашке. Према "Алексијади" Јован је успео заузети престони град Константина Бодина (1081-1101) и приморати га да се врати у вазалан положај према византијском цару. Јован је тако успео да врати византијску власт у Албанији и Далмацији. Она је претрпела велику штету током Византијско-норманских ратова претходних година. Преписка архиепископа Теофилакта Охридског је сведочанство Јовановог успеха.

## Рат са Турцима
Након што се вратио у Цариград (1092), Јован је постављен на функцију мега дукса, односно команданта византијске морнарице. Сматра се да је Јован Дука први мега дукс, мада докази о постојању титуле постоје 1085. године. Јован је требало да се суочи са флотом турског емира Чака Беја из Смирне. Чака Беј, некадашњи византијски вазал, изградио је флоту и заузео неколико егејских острва. Прогласио се василевсом (царем). На синоду кога је одржао Лав Халкедонски, Јован је добио наређење да поврати Митилену. Византијска флота, под Константином Даласином, успела је да поврати Хиос. Комбиноване снаге Даласина и Дуке спровеле су опсаду Митилене која је трајала три месеца. Чака Беј је понудио да преда острво у замену за сигуран пролаз до Смирне. Јован је пристао, али је Турке, чим су испловили, напао Константин Даласин. Чака је успео да побегне, али је већина његових бродова заробљена или потопљена. Јован Дука је, након ове победе, ојачао Митилену, а потом је спровео политику за опоравак острва кога је Чака освојио, након чега се вратио у Цариград.
По повратку у Цариград (крајем 1092/почетком 1093), Јован Комнин је, заједно са Манојлом Бутумитом, добио задатак да сузбије побуну на Криту од стране устаника Карикеса. Побуна је брзо угушена.

## Први крсташки рат
Јован Дука је узео учешћа у Првом крсташком рату (1096-1099). Након предаје Никеје, Алексије га је именовао за главнокомандујућег византијске војске у Анадолији са задатком да заузме егејско приморје од Турака. Како би се избегли сукоби, Јован је добио и задатак да пази на ћерку Чака Беја, супругу румског султана Килиџ Арслана I (1092-1107) која је заробљена у румској престоници. Након краткотрајне опсаде, Чака је пристао да преда Смирну у замену за слободан пролаз и безбедност становника. Јован Дука је спремно прихватио предлог. Именовао је Каспака за управника града. Међутим, Каспак је убијен пре него што је ступио на дужност, а разбеснели грчки морнари масакрирали су становнике града. Јован није био у стању да их обузда пре него што је покољ завршен. Из Смирне, Јован је кренуо ка југу, ка Ефесу. Тамо је поразио турски гарнизон након дуге борбе. Заробио је 2000 Турака које је раселио на егејска острва. Потом је кренуо ка унутрашњости Мале Азије, заузео Сард и Филаделфију и поверио их Михаилу Кекавмену. Стигао је до Лаодикеје која се предала без борбе. Одатле је кренуо ка Полиботу где се већина Турака преживелих из Ефеса склонила од Грка. Пошто их је изненадио, Дука је однео победу и задобио много плена.

## Последње године
Након кампање из 1097. године Јован Дука се не помиње у Алексијади. Из манастирских докумената познато је да се пред крај живота замонашио под именом Антоније. Датум Јованове смрти такође није познат. У типицима од 1110. до 1116. године помиње се као жив, док је у типику из 1136. године споменут као мртав.